# Ecaterina Dolgorukova
Prințesa Ecaterina Mihailovna Dolgorukova (în rusă Княжна Екатерина Михаиловна Долгорукова), cunoscută ca Caterina Dolgorukova, Caterina Dolgoruki sau Caterina Dolgorukaia, (14 noiembrie 1847 – 15 februarie 1922), a fost fiica Prințului Mihail Dolgorukov și a Verei Vishnevskaia. A fost o perioadă lungă amanta Țarului Alexandru al II-lea al Rusiei și mai târziu, prin căsătoria morganatică cu acesta a fost numită Prințesă Iurievskaia (Светлейшая княгиня Юрьевская).

## Copilăria
Ecaterina s-a născut la 14 noiembrie 1847, într-o familie cu opt copii. Străbunicul ei, Iuri Dolgoruki, era întemeiatorul Moscovei. Tatăl ei, Prințul Mihail, ruinat de speculațiile financiare, a fost nevoit să-și crească fetele pe cheltuiala împăratului. 

## Relația cu Țarul

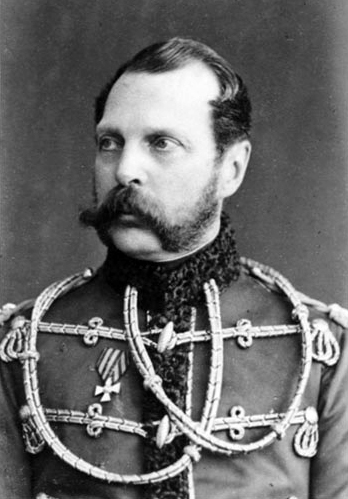
Țarul Alexandru al II-lea.

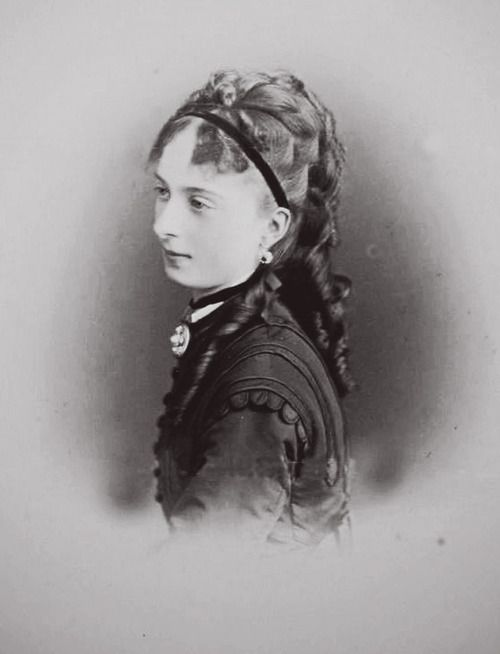
Adolescenta Ecaterina

Ecaterina l-a întâlnit prima dată pe Alexandru când avea 12 ani iar Țarul a vizitat moșia tatălui ei. După decesul tatălui ei, care a lăsat familia fără resurse, Ecaterina și surorile sale au fost trimise la Institutul Smolnîi din St. Petersburg, un pension pentru fete provenite din rândul nobilimii.
Alexandru o reîntâlnește pe adolescenta Ecaterina în vârstă de 16 ani într-o vizită oficială la Institutul Smolnîi în vara anului 1864 și se simte imediat atras de ea. El o vizitează la școală și o ia la plimbare cu trăsura. Ecaterina are păreri liberale, formate în parte la școală, și le discută cu Țarul. Mai târziu aranjează pentru ea să devină doamnă de onoare a soției lui, Maria Alexandrovna, care suferea de tuberculoză.
Ecaterinei îi plăcea compania Țarului însă nu voia să devină una dintr-un șir de metrese. Totuși, în iulie 1866, cei doi au devenit intimi. Mama Ecaterinei murise cu două luni în urmă iar ea a fost mișcată de compasiunea pentru pierderea, cu un an în urmă, a fiului cel mare al Țarului, Țareviciul Nicolae Alexandrovici al Rusiei, și pentru încercarea de asasinat asupra Țarului. În jurnal își reamintește de noapte acea, când Țarul i-a spus: „Acum ești soția mea secretă. Îți jur că dacă voi fi liber, mă voi căsători cu tine.”
Țarul a insistat ca ea și copiii lor să rămână în apropiere. O vedea de trei sau patru ori pe săptămână când Ecaterina era escortată de poliție spre apartamentul privat din Palatul de Iarnă și își scriau unul altuia în fiecare zi.
Într-una din aceste scrisori, scrisă de Ecaterina pe vremea când era însărcinată și în care îi cere Țarului să-i rămână credincios "știu că ești în stare atunci când vrei să faci dragoste să uiți că mă dorești numai pe mine și să faci asta cu altă femeie." Douăzeci și nouă de scrisori nepublicate anterior, scrisori pasionale ale cuplului, au fost scoase la licitație în mai 2007, pentru o sumă mare.
Alexandru a desenat-o pe Ecaterina goală, iar aceste schițe regale s-au păstrat în arhivele rusești. La 11 iulie 1874 Alexandru a emis un ucaz prin care a acordat minorilor George Alexandrovici și Olga Alexandrovici Iurievski drepturile care aparțin nobilimii și i-a ridicat la rang de prinț cu titluri de altețe. 

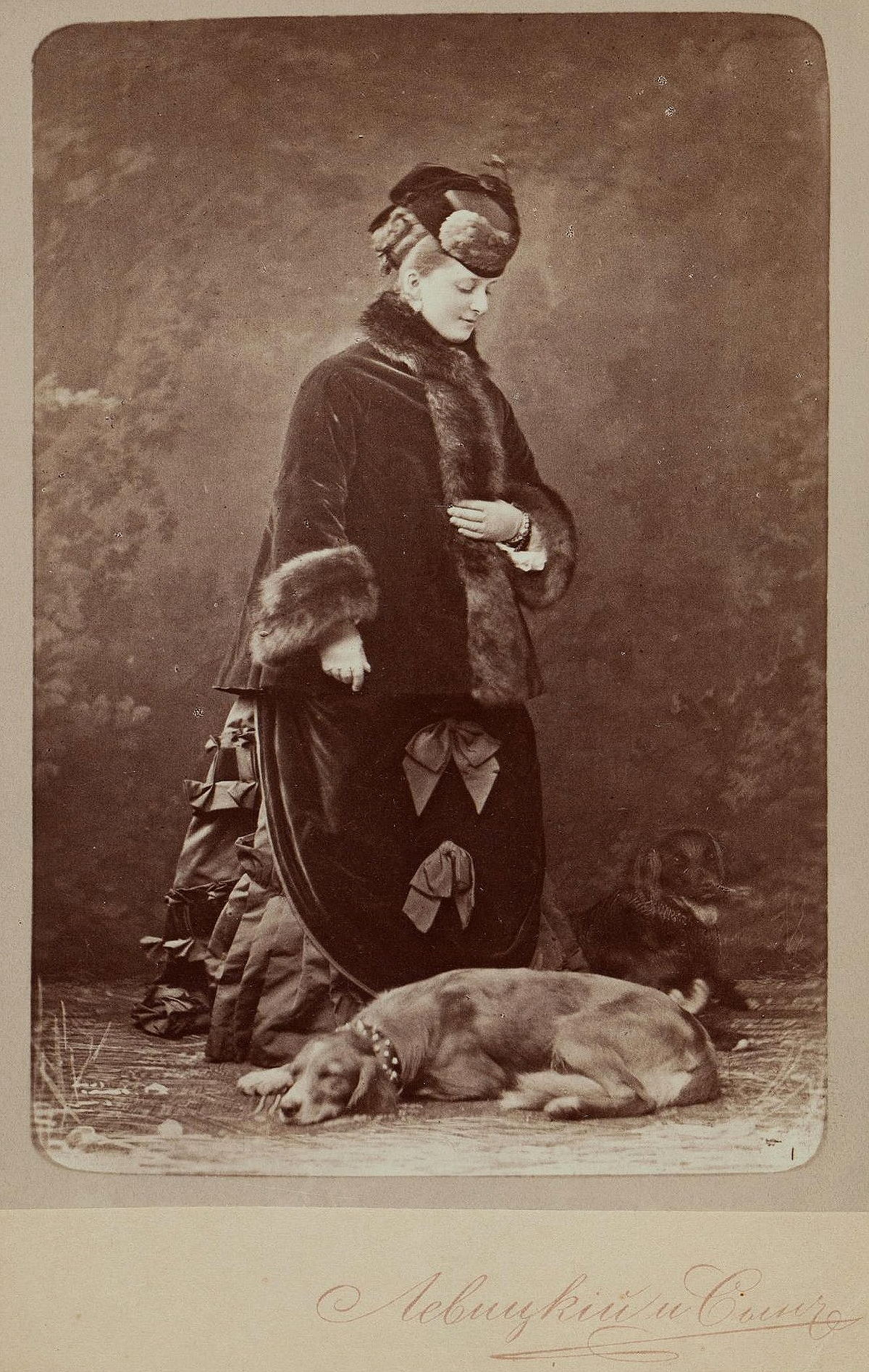
Ecaterina Dolgorukov, 1872–1873

Când a intrat în travaliu cu cel de-al treilea copil, Boris, în februarie 1876, Ecaterina a insistat să fie dusă la Palatul de Iarnă, unde a născut în apartamentele împăratului, însă copilul a fost dus înapoi în reședința particulară a Ecaterinei în timp ce mama sa s-a recuperat în apartamentul împăratului timp de nouă zile. Boris a răcit și a murit câteva zile mai târziu.
Relația lor era dezaprobată de familia Țarului și de cei de la Curte. Ecaterina a fost acuzată ca fiind intrigantă pentru a deveni împărăteasă și de faptul că îl influența pe Țar de liberalism. A fost asociată cu oameni de afaceri fără scrupule. Unii membri ai familiei se temeau că copiii Ecaterinei ar putea înlocui pe moștenitorii legitimi ai Țarului. Țarul obosit de criticile voalate ale rudelor i-a scris surorii lui, regina Olga de Württemberg, că niciodată Ecaterina nu s-a amestecat în treburile de la curte, în ciuda zvonurilor urâte despre ea.
Temându-se că ar putea deveni ținta unui asasinat, Țarul a mutat-o pe Ecaterina și pe copiii la etajul trei al Palatului de Iarnă în iarna anului 1880. Curteni au răspândit povești potrivit cărora Țarina aflată pe moarte era forțată să audă zgomotul produs de copiii Ecaterinei, însă camerele acestora erau departe de cele ocupate de Țarină. Deși Țarul a fost infidel în mai multe rânduri în trecut, relația sa cu Ecaterina a început după ce împărăteasa, care a avut opt copii, a încetat de a mai avea relații cu soțul ei, la sfatul medicilor ei.

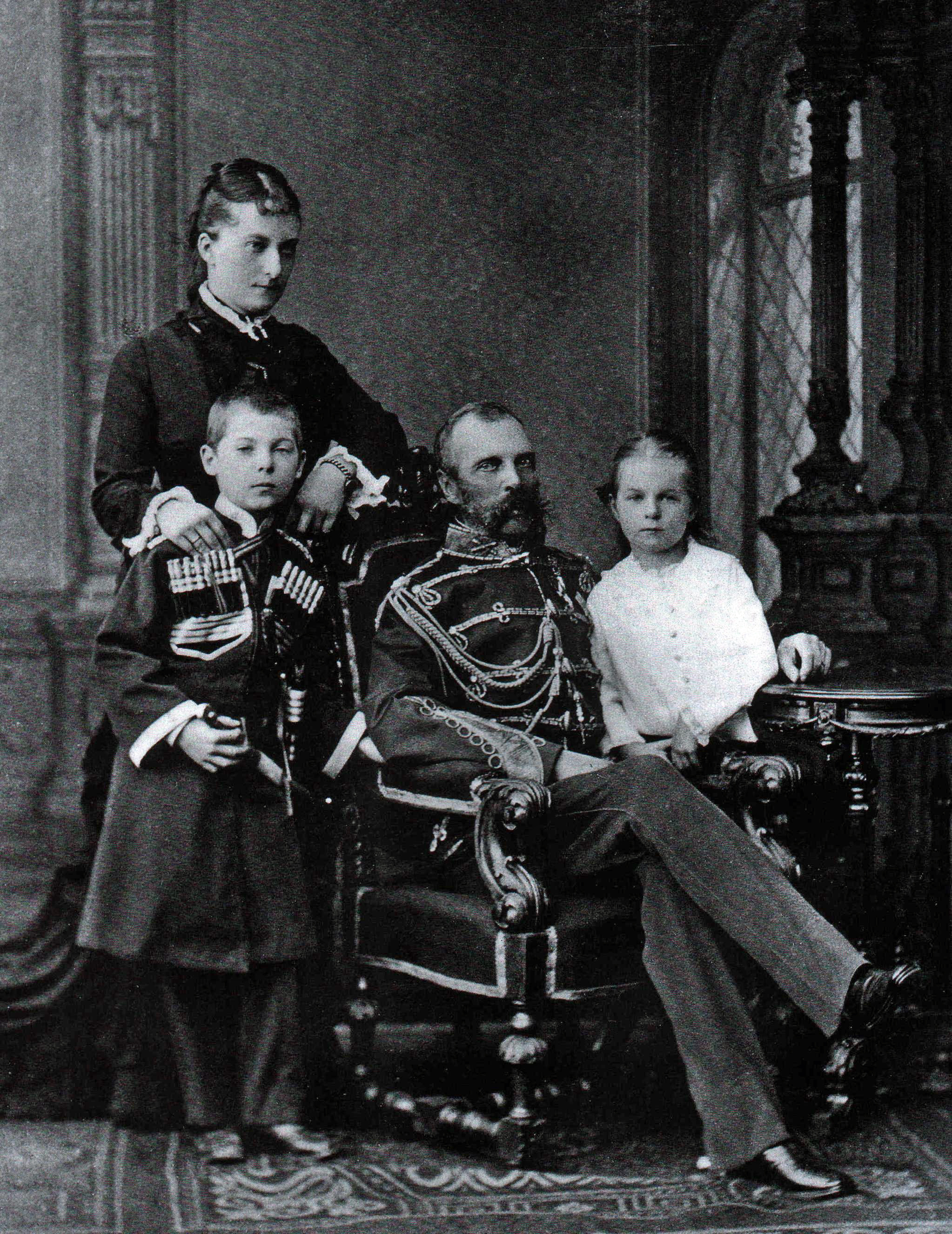
Țarul, Ecaterina și doi dintre copiii lor.

După ce împărăteasa a cerut să întâlnească copiii lui cu Ecaterina, Țarul i-a adus pe cei doi copii mai mari, George și Olga, la capătul patului împărătesei iar împărăteasa i-a sărutat și i-a binecuvântat. Țarul a spus familiei sale că el a ales să se căsătorească cu Ecaterina la scurt timp după moartea împărătesei deoarece se temea că va fi asasinat și ea nu va rămâne cu nimic. Căsătoria a fost nepopulară, atât în fața familiei cât și a curtenilor însă Țarul i-a forțat s-o accepte. A ordonat senatului să-i acorde Ecaterinei titlul de prințesă Iurievskaia și a legitimat copiii deși nu aveau nici un drept la tron fiind proveniți dintr-o căsătorie morganatică.
Unii curteni au descris-o pe Ecaterina ca fiind "vulgară și urâtă". Unul din ei, Constantin Pobedonostsev a scris: "presupun că ochii ei ar putea fi atractivi numai că nu au adâncime -- un fel în care transparența și naivitatea se întâlnesc cu stagnarea și prostia...Cum mă irită s-o văd pe ea în locul dragei, înțeleptei și grațioase noastre împărătese!" Totuși, Țarul era încântat că în cele din urmă s-a căsătorit cu Ecaterina și putea fi deschis în relația lor. În memoriile lui, Marele Duce Alexandru Mihailovici al Rusiei a scris că Țarul se purta ca un adolescent în prezența Ecaterinei și de asemenea, părea că ea îl adoră.
La un moment dat, în compania familiei, Țarul l-a întrebat pe George, copilul său cel mare cu Ecaterina, dacă și-ar dori să devină Marele Duce. "Sașa, pentru numele lui Dumnezeu, încetează!" l-a certat Ecaterina, însă acest lucru a alimentat temerile familiei că Țarul planifică să o facă împărăteasă pe Ecaterina și să-i înlocuiască pe moștenitorii săi legitimi cu cea de-a doua sa familie. De asemenea, familia a fost nemulțumită auzind-o pe Ecaterina adresându-se soțului ei cu diminutivul "Sașa". Marele Duce Alexandru Mihailovici a scris că tatălui său, Marele Duce Mihail Nicolaevici al Rusiei, i-a părut rău de Ecaterina din cauza faptului că familia o trata așa de rece.
În ziua de 1 martie 1881 Țarul asista la schimbarea gărzii când prima bombă a explodat lângă trăsura imperială. Alexandru al II-lea a coborât pentru a încuraja răniții și a fost lovit mortal de a doua bombă. Cu ocazia funerariilor, Ecaterina și cei trei copii au fost forțați să stea în fundul bisericii și nu au primit locuri la procesiunea familiei imperiale.

## Ultimii ani
După decesul Țarului, Ecaterina a primit o pensie de aproximativ 3,4 milioane de ruble și a fost de acord să renunțe să trăiască la Palatul de Iarnă sau în orice reședință imperială din Rusia în schimbul unei reședințe pentru ea și cei trei copii.
S-a stabilit la Paris unde a devenit cunoscută drept o gazdă la modă, care avea 20 de servitori și un tramvai privat deși familia Romanov a continuat să se uite la ea și la copiii ei cu dispreț. Țarul Alexandru al III-lea primea raportul despre activitățile sale din Franța de la poliția secretă.
Marele Duce George Alexandrovici al Rusiei s-a folosit de boala sa ca o scuză pentru a evita socializarea cu ea în 1895. Țarul Nicolae al II-lea și-a amintit că în primăvara anului 1895 când a refuzat să fie sponsor la nunta Olgăi cu Contele de Merenberg, Ecaterina s-a simțit jignită. Mama sa, Maria Feodorovna a fost îngrozită de idee așa că Nicolae a refuzat-o.
Conform Marelui Duce Alexei Alexandrovici, George, fiul cel mare al Ecaterinei,  era un eșec al marinei ruse; totuși i s-a garantat un loc la școala de cavalerie. Ecaterina i-a supraviețuit soțului său patruzecișiunu de ani și a murit exact când a intrat în criză cu banii.